# Тшасково
Тшасково (пол. Trzaskowo, нім. Brachfeld) — село в Польщі, у гміні Червонак Познанського повіту Великопольського воєводства.
У 1975-1998 роках село належало до Познанського воєводства.